# Dicranota pallidithorax
Dicranota (Rhaphidolabis) pallidithorax là một loài ruồi trong họ Pediciidae. Chúng phân bố ở vùng Indomalaya.